# Міст Марії Валерії
47°47′43″ пн. ш. 18°43′49″ сх. д. / 47.79528° пн. ш. 18.73028° сх. д.
Міст Марії Валерії (словац. Most Márie Valérie; угор. Mária Valéria híd) — міст через Дунай, що з'єднує угорське місто Естерґом та словацьке місто Штурово. Довжина моста становить 500 метрів. Він отримав свою назву на честь ерцгерцогині Марії Валерії (1868–1924), доньки імператора Франца Йозефа.
Міст між двома містами, який спроєктував 1893 року відомий архітектор Янош Фекетехазі, був відкритий у 1895 році. Згодом споруда була двічі зруйнована: у 1919 від випадкового вибуху (реконструйований 1922, повністю відновлений за чотири роки) і 1944 року. 26 грудня 1944 року міст Марії Валерії разом і іншими Естерґомськими мостами був підірваний німецькими військами, що відступали. 
Протягом довгого часу відновлення моста було неможливим через ворожнечу урядів Угорщини і Чехословаччини — ніхто не хотів відбудовувати міст. Спільний проєкт країни розпочали лише у 1999 році, відкриття оновленого моста відбулося 11 жовтня 2001 року.